# جگر (غذا)
جگر پستانداران، پرندگان و ماهی‌ها توسط انسان به عنوان خوراک استفاده می‌گردد. جگر گاو، گوساله، ورزا، مرغ، غاز، خوک و ماهی روغن در کشورهای جهان بنابر سنت‌های آشپزی‌شان، در فروشگاه‌ها و قصابی‌ها عرضه و استفاده می‌شود. جگر جانداران از منابع غذایی چون آهن، مس، ویتامین‌های گروه ب و رتینول غنی هستند.
پخت جگر از راه تنوری کردن، کباب کردن، جوشاندن، تفت روغن داغ و کباب کردن شبکه‌ای انجام می‌گردد. همچنین گاهی جگر به‌صورت خام در ساشی‌می و آشپزی لبنانی استفاده می‌گردد. حجم بالای ویتامین آ در جگر در صورت مصرف بیش از حد باعث مسمومیت هیپرویتامینوز آ می‌گردد.

## جگر سیاه
جگر سیاه همان کبد است که سوخت‌وساز مواد غذایی، شیمیایی، دارویی و سموم بدن یک دام در آن انجام می‌شود. این اندام محل ذخیرهٔ ریزمغذی‌ها است. جگر دارای ویتامین‌های گروه ب به‌خصوص ب۶‎، ب۱، ب۲ و ب۱۲ و حاوی اسیدفولیک، آهن و روی است‎.
با وجود این که پروتئین موجود در جگر سیاه، هم‌ردهٔ پروتئین گوشت قرمز است، آهن موجود در آن دو تا سه برابر آهن موجود در گوشت گاو است. این اندام همچنین سرشار از چربی است. با توجه به این‌که مقدار کلسترول جگر تقریباً دو برابر گوشت قرمز کم‌چرب است، اگر در یک روز ۱۰۰ گرم از آن مصرف شود، تقریباً ۱٫۵ برابر بیشتر از حد مجاز، کلسترول وارد بدن می‌شود. یک سیخ جگر حدود ۸۰ کالری انرژی داشته و در هر ۱۰۰ گرم آن ۱۸۵ کالری است و در همین میزان جگر سرخ‌شده ۳۳۰ کالری انرژی به همراه مقدار بیشتر کلسترول قرار دارد.

## جگر سفید
جگر سفید، در واقع ریهٔ یک دام است. پروتئین و چربی موجود در جگر سفید کمتر از جگر سیاه و گوشت قرمز است، اما کلسترول موجود در آن تقریباً برابر با جگر سیاه و بیشتر از گوشت گاو کم‌چرب است. این فراورده در مقایسه با جگر سیاه از ویتامین آ و آهن کمتری دارد. در۱۰۰ گرم جگر سفید ۱۶۰ کالری انرژی موجود است و معمولاً از آن به دلیل پروتئین مطلوب در فراورده‌های گوشتی صنعتی استفاده می‌گردد.

## نگارخانه

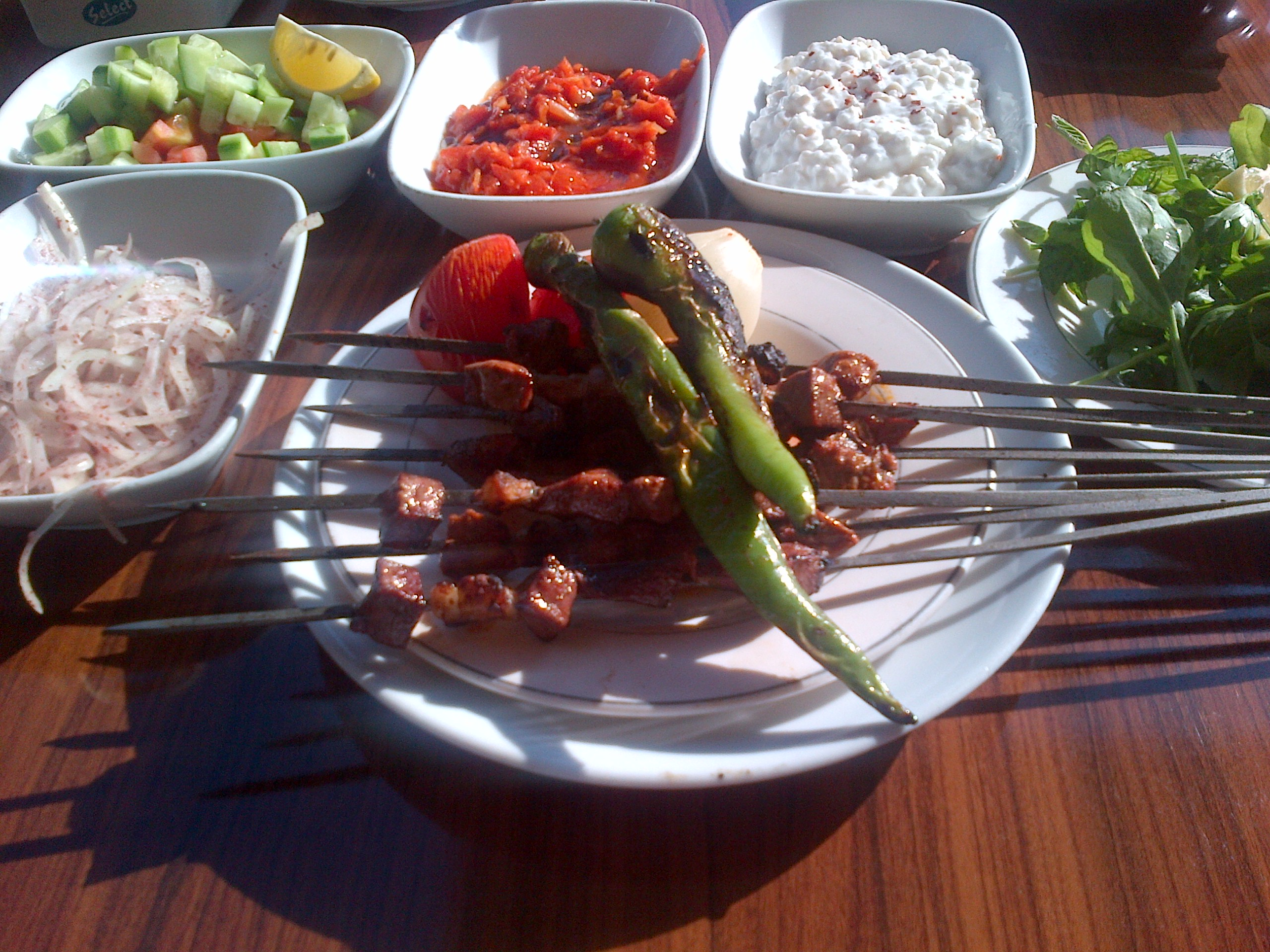
جگر کباب‌شده
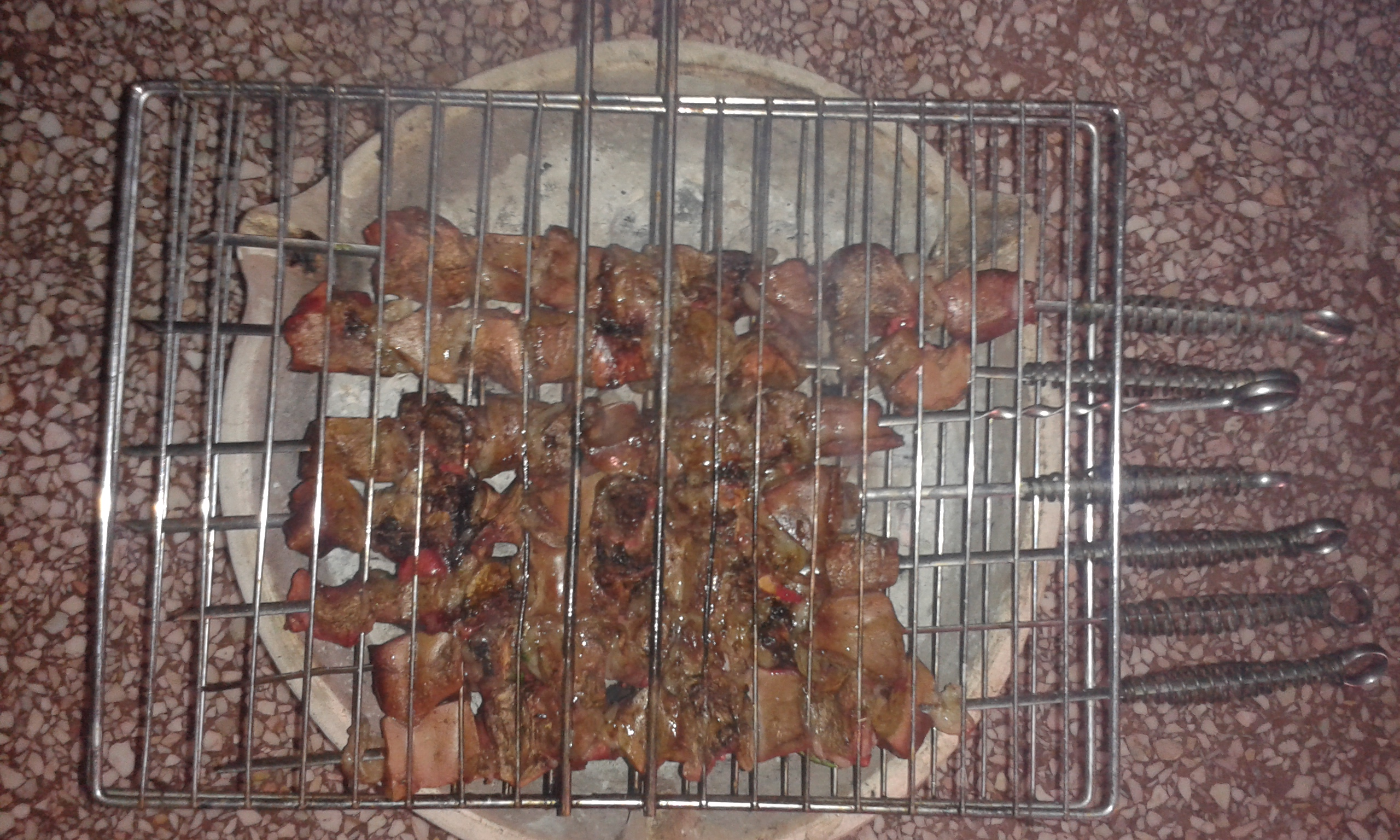
جگر کباب‌شده
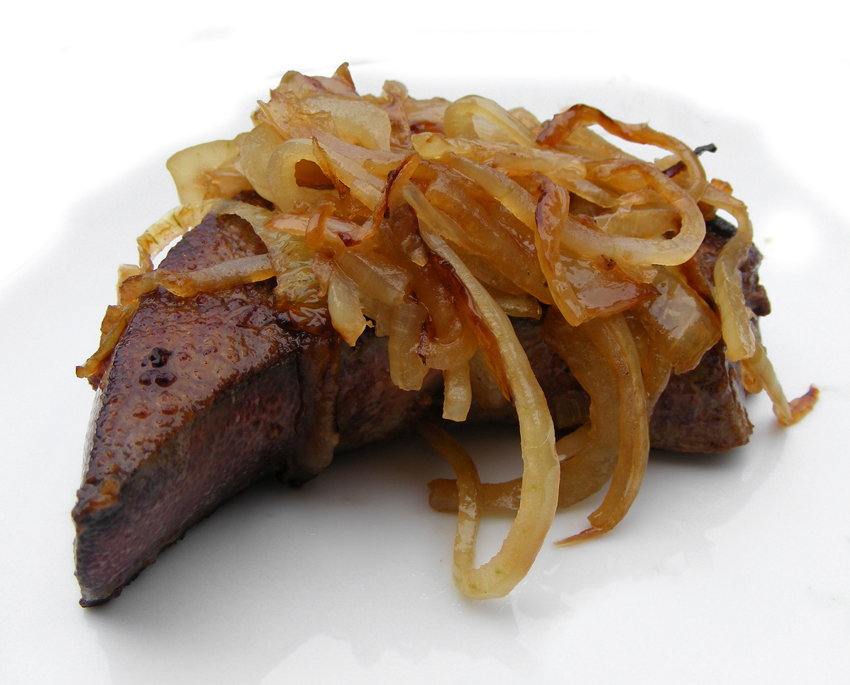
خوراک جگر و پیاز
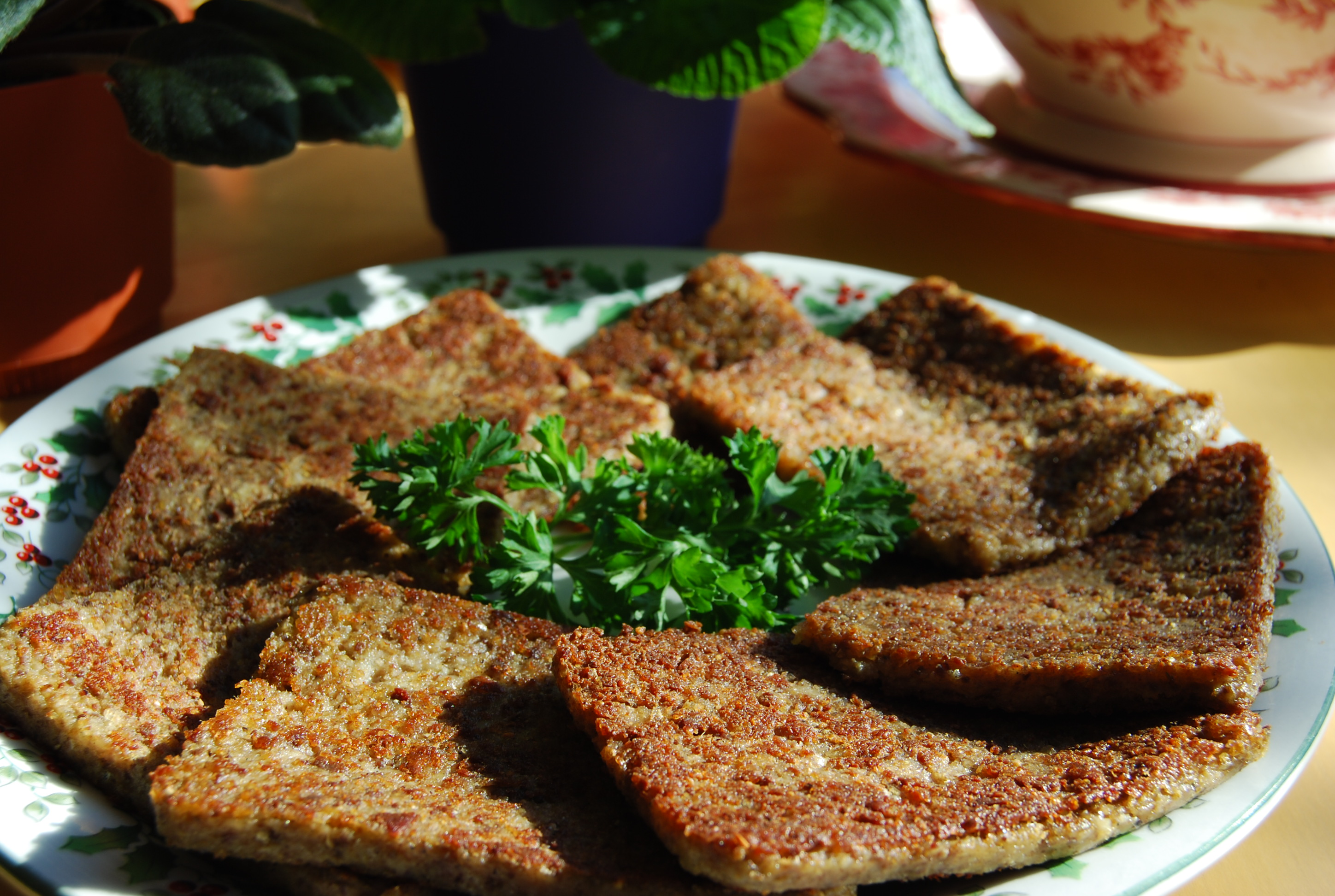
نوعی خوراک جگر آمریکایی
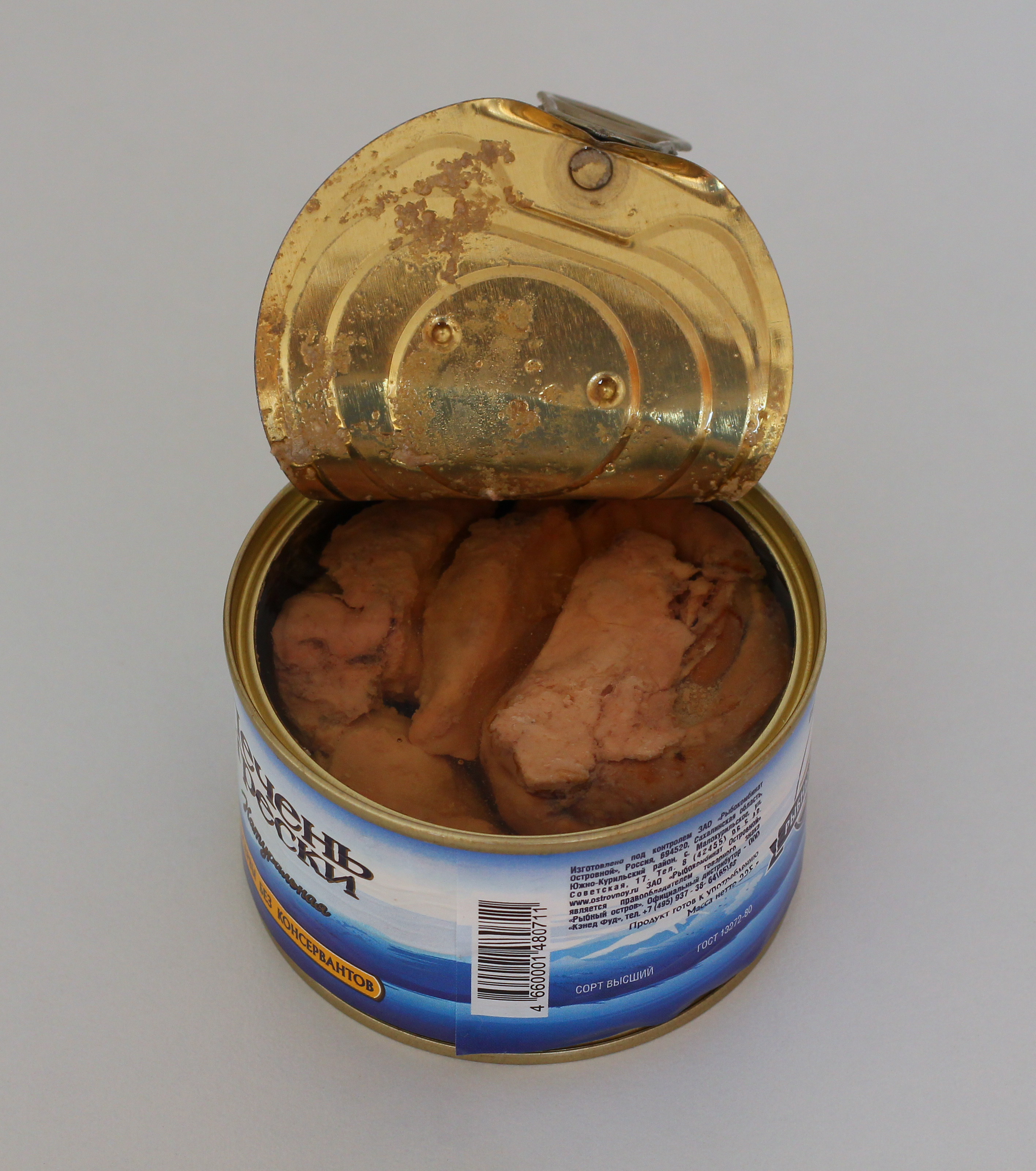
کنسرو روسیه‌ای جگر ماهی روغن